# Death Cab for Cutie
Death Cab for Cutie es una banda de indie rock estadounidense formada en Bellingham, Washington en 1997. La banda toma su nombre de una canción sátira interpretada por Bonzo Dog Doo-Dah Band en su álbum de 1967 Gorilla. La canción también se tocó en un estriptis en la película de The Beatles Magical Mystery Tour. El nombre original fue acuñado por el investigador e intelectual británico Richard Hoggart como título apócrifo de una novela de pulp fiction que reseña en su libro The Uses of Literacy. Aspects of a Working-Class Life de 1957

## Historia
Death Cab for Cutie comenzó como un proyecto en solitario de Ben Gibbard cuando era guitarrista de la banda Pinwheel (ya había grabado el disco All-Time Quarterback). Como Death Cab for Cutie, Gibbard lanzó el CD You Can Play These Songs with Chords; el lanzamiento fue sorprendentemente exitoso, y Gibbard expandió la banda a proyecto serio y completo. Reclutó a Christopher Walla, quien también grabó "Songs with Chords" como guitarrista, Nicholas Harmer como bajista, y Nathan Good como batería; esta formación lanzó el LP Something About Airplanes en el verano de 1998. El álbum logró grandes críticas en el círculo de la música independiente, y en 2000, lanzaron We Have the Facts and We're Voting Yes. Nathan Good dejó la banda durante la grabación de We Have the Facts. Su interpretación para los temas "The Employment Pages" y "Company Calls Epilogue" se mantuvieron, pero Gibbard tocó la batería en el resto de canciones. El nuevo baterista Michael Schorr aparecería por primera vez en The Forbidden Love EP, lanzado en el ocaso de 2000. Al año siguiente, otro trabajo vio la luz, titulado The Photo Album. Se lanzaron ediciones limitadas de este álbum con tres bonus tracks, que fueron lanzadas por separado en The Stability EP.
En 2003, hubo otro cambio de batería, con Jason McGerr de Eureka Farm reemplazando a Schorr. McGerr tocaría la batería en el nuevo trabajo, Transatlanticism, que apareció en octubre de 2003.
Transatlanticism recibió los elogios de la crítica y fue el álbum más vendido de la banda, con 225.000 copias en el primer año. Además, algunos temas del álbum aparecieron en la banda sonora de The O.C. y A dos metros bajo tierra junto con la película The Wedding Crashers.
En la primavera de 2004, la banda grabó un álbum en directo The John Byrd E.P., llamado así por su ingeniero de sonido. Fue relanzado por Barsuk Records en marzo de 2005.
En noviembre de 2004 Death Cab for Cutie firmó un "contrato discográfico mundial" Atlantic Records, dejando el que tenían con Barsuk Records. Gibbard comentó en la web oficial que nada cambiaría salvo que "al lado del logo de Barsuk con un 7”, habría una “A” delante y detrás en los siguientes álbumes."
El primer sencillo con Atlantic fue el perteneciente a Plans titulado "Soul Meets Body". El álbum completo apareció en agosto de 2005. "Plans" fue bien recibido por críticos y fanes, y recibió una nominación para los Premios Grammy por "Mejor álbum de música alternativa de 2005".
La banda también lanzó un DVD de la gira Drive Well, Sleep Carefully en 2005.
Una de las canciones del grupo, llamada "Photobooth," se incluye en la banda sonora del juego de carreras para Xbox 360 Project Gotham Racing 3.
A comienzos de 2006, la banda anunció el inminente lanzamiento de "Directions," 11 cortos inspirados en las canciones de Plans, cada uno dirigido por diferentes profesionales. Los videos fueron colgados en la web oficial uno a uno hasta el lanzamiento en DVD de todo el conjunto el 11 de abril de 2006. Lance Bangs, P.R. Brown, Ace Norton, Jeffrey Brown, Lightborne, Autumn de Wilde, Rob Schrab, Laurent Briet y Monkmus, así como Aaron Stewart-Ahn fueron los directores que colaboraron en el proyecto. 
Ben Gibbard formó un proyecto paralelo, The Postal Service, con el componente de Dntel, Jimmy Tamborello. Lanzaron el álbum Give Up en 2003, con la ayuda de Chris Walla y las colaboraciones de Jenny Lewis de Rilo Kiley y Jen Wood.
En mayo de 2008, fue lanzado el nuevo disco "Narrow Stairs", del cual ya se conocía un primer sencillo a través de internet titulado "I will possess your heart". La semana siguiente al lanzamiento, luego de presentaciones en programas de televisión de Estados Unidos (David Letterman, Jimmy Kimmel), "Narrow Stairs" aparece en el puesto número 1 del Billboard Top 200.

## Discografía
- Something About Airplanes (1998)
- We Have the Facts and We're Voting Yes (2000)
- The Photo Album (2001)
- Transatlanticism (2003)
- Plans (2005)
- Narrow Stairs (2008)
- Codes and Keys (2011)
- Kintsugi (2015)
- Thank you for Today (2018)
- Asphalt meadows (2022)

### EPs
- The Georgia E.P. (2020)